# Smok (Schiff)
Die ORP Smok (dt.: “Drache”) war ein 1921 gebauter Schlepper der polnischen Marine. Zuvor war er als französische Le Boxeur, ab 1930 als belgische Leopold in Fahrt. Im Oktober 1939 versenkte die Besatzung das Schiff. Die deutsche Kriegsmarine hob es und nutzte es unter dem Namen Rixhöft, bis es im März 1945 durch eine Minenexplosion sank.

## Bau und technische Daten
Die Überlieferung zum Schlepper fällt immer wieder durch abweichende Angaben auf, die bereits mit dem Bau des Schiffes beginnen: Die Kiellegung fand im Auftrag der französischen Regierung in der Werft Compagnie Générale de Matériel Naval in La Rochelle unter der Baunummer 2 statt. Zum Datum des Stapellaufes wird in französischen Quellen der 2. September 1921 genannt, alle anderen Quellen nennen lediglich Jahresangaben zwischen 1921 und 1923. Getauft wurde der Schlepper auf den Namen Le Boxeur. Die Länge betrug 40,30 m, er war 9,10 m breit und wies einen Tiefgang von 3,45 m auf. Das Schiff hatte eine Konstruktionsverdrängung von 655 t, nach dem Umbau von 1938 dann 711 t und war mit 413 BRT vermessen. Der Antrieb bestand aus einer Dreifach-Expansionsmaschine, der SA des Anciens Etablissements Delaunay-Belleville aus St. Denis. Diese erreichte eine Leistung von 1.000 PS und wirkte auf eine Schraube. Damit erzielte der Schlepper eine Höchstgeschwindigkeit von 12,5 Knoten. Zur Besatzung zählten bis zu 30 Offiziere und Mannschaften.

## Geschichte

### Französischer SchlepperLe Boxeur1922–1929
Für die folgende Zeit liegen erneut lediglich die Jahresangaben vor, die – abhängig von der Bauzeit – um ein Jahr nach hinten abweichen. Gesichert ist, dass der Schlepper bis zu seinem Verkauf 1930 in Bordeaux beheimatet war. Nach Ablieferung durch die Werft setzte die französische Regierung die Boxeur als Werftschlepper ein. Bereits drei Jahre später verkaufte sie das Schiff an die Werft Ateliers et Chantiers Maritimes du Sud Ouest, 1929 erfolgte der Weiterverkauf an den Schlepperbetrieb Entreprise Générale de Travaux Maritimes (EGTM). Dort verblieb die Le Boxeur ein Jahr und wurde dann nach Belgien weiterverkauft.

### Belgischer SchlepperLeopold1929–1932
Der Kauf des Schiffes erfolgte am 16. Mai 1929 durch die Schlepper- und Bergungsgesellschaft Union de Remorquage et de Sauvetage im belgischen Antwerpen. Antwerpen wurde auch neuer Heimathafen des Schiffes. Die Reederei benannte den Schlepper in Leopold um und setzte ihn in den folgenden Jahren in diesem Hafen ein. Im Herbst 1932 verkaufte die Reederei das Schiff an die polnische Marine.

### ORPSmokder polnischen Marine 1932–1939
Anfang 1932 beschloss die polnische Marine, einen Schlepper für die Häfen in Gdynia und Hel zu kaufen. Am 12. Oktober 1932 erwarb sie das Schiff, am 4. November erreichte es den Hafen Gdynia. Unklar ist, ob es den Namen Piast – (Piast war der legendäre Stammvater der polnischen Piasten-Dynastie) – nur erhalten sollte oder tatsächlich kurzzeitig getragen hat. Über das Datum der Indienststellung gehen die Angaben auseinander und reichen von März bis Dezember 1933, gleiches gilt für die Namensvergabe Smok.
In den folgenden Jahren wurde der Schlepper für unterschiedliche Zwecke genutzt und mehrfach umgebaut. Im Jahr 1934 wurde er so umgebaut, dass er als Schulschiff für Kadetten der Navigationskurse dienen konnte. Beim nächsten Umbau – die Literatur nennt das Jahr 1935 ebenso wie 1937 – wurde das Schiff zum Hilfsminenleger hergerichtet und ein Jahr später wieder zum Schlepper zurückgerüstet. Weiterhin nutzte die Marine das Schiff für Schulzwecke. Im Juli 1939 startete die Smok noch einmal eine Ausbildungsfahrt. Diese führte von Gdynia nach Horten in Norwegen über Liepāja und Ventspils in Lettland sowie Tallinn und Narva in Estland, weiter nach Norrköping, Visby und Kalmar in Schweden und von dort wieder zurück nach Polen. Es war die letzte große Ausbildungsfahrt eines Schiffes der polnischen Marine vor dem Ausbruch des Krieges. Am 24. August 1939 kehrte die Smok nach Hel zurück.
Zu Beginn des deutschen Überfalls auf Polen war die Smok dem Hauptquartier des Militärhafens auf Hel zugeteilt. Gleich am ersten Tag des Krieges wurde der Schlepper im Hafen von Oksywie durch einen deutschen Luftangriff leicht beschädigt. In der Folgezeit transportierte er Nachschub zwischen Gdynia und Jastarnia auf der Halbinsel Hel und beteiligte sich an der Abwehr der deutschen Luftangriffe. Mit der Kapitulation der polnischen Truppen am 1. Oktober 1939 versenkte die Mannschaft das Schiff in der Einfahrt des Marinehafens Hel, um diesen zu blockieren und das Schiff nicht in die Hände der Deutschen fallen zu lassen.

### SchlepperRixhöftder deutschen Kriegsmarine 1940–1945
Nach Ende der Kampfhandlungen in Polen hob die Marinebergungsgruppe der deutschen Kriegsmarine das Schiff bis zum Jahresende 1939. Nach Beendigung der Reparaturen in Danzig stellte sie den Schlepper 1940 als Rixhöft in Dienst und teilte ihn der Marineausrüstungsstelle (MARS) in Gotenhafen zu. Dort blieb das Schiff als Schlepper der Werft bis 1945 im Einsatz.
Im März 1945 kam das Ende: Am 2. März 1945 eilte der Schlepper bei Warnemünde dem U-Boot U 3519 zu Hilfe, das auf eine von britischen Flugzeugen abgeworfene Seemine gelaufen war. Dabei lief der Schlepper ebenfalls auf eine Mine und sank. Von den 28 Mann der Besatzung wurden sieben gerettet.
In den 1950er Jahren fanden die DDR-Behörden das Wrack. Sie ließen die Reste des Schiffes sprengen und anschließend verschrotten.